# Футбольная ассоциация Северных Марианских Островов
Футбольная федерация Северных Марианских островов (англ. Northern Marina Islands Football Association, сокр. NMIFA) — Северная Марианская национальная футбольная организация, член Федерации футбола Восточной Азии и Азиатской конфедерации футбола.
Не является членом FIFA.